# Меледин, Генрий Викторович
Генрий Викторович Меледин (9 мая 1935, Устье — 25 июня 2013) — советский и российский физик-теоретик. Кандидат физико-математических наук (1972), профессор,
профессор кафедры общей физики физического факультета НГУ.
Внёс вклад в развитие квантово-электродинамической теории рождения частиц высоких энергий и физики элементарных частиц. Автор и соавтор более 130 научных публикаций.

## Биография
Г. В. Меледин родился 9 мая 1935 в посёлке Устье Усть-Кубинского района Вологодской области в семье военнослужащего. Он окончил физический факультет Московского государственного университета в 1959 году, а затем поступил в аспирантуру МГУ, которую окончил в 1962 году. В 1972 году Меледин защитил кандидатскую диссертацию на тему «Двухфотонное рождение частиц и приложение эквивалентных фотонов». С 1962 года он работал в Новосибирском государственном университете, пройдя путь от ассистента до профессора кафедры общей физики физического факультета.
Г. В. Меледин внёс вклад в развитие физического образования. Он читал курсы «Физика» на физическом и механико-математическом факультетах НГУ, разработал и преподавал курс «Искусство преподавания физики» для студентов 4-го курса физического факультета. Меледин был инициатором введения письменного вступительного экзамена по физике с задачами-оценками и задачами-демонстрациями, который был введён в 1966 году ректором НГУ С. Т. Беляевым. Совместно с А. Я. Крафтмахером организовал работу практикума, из которого появилась система курсовых работ; вместе с Г. Л. Коткиным ввёл систему заданий по общей физике, а также общие курсовые работы в середине семестра.

## Научный вклад
Основным направлением научной деятельности Меледина было исследование физики элементарных частиц высоких энергий. Он являлся специалистом в области квантово-электродинамической теории рождения частиц высокой энергии.

## Награды
- Медаль «За доблестный труд. В ознаменование 100-летия со дня рождения В. И. Ленина» (1970)[4].
- Медаль «Ветеран труда» (1996)[4].